# Налепа (Лодзинське воєводство)
Налепа (пол. Nalepa) — село в Польщі, у гміні Частари Верушовського повіту Лодзинського воєводства.
У 1975-1998 роках село належало до Каліського воєводства.